# Melodinus baueri
Melodinus baueri är en oleanderväxtart som beskrevs av Stephan Ladislaus Endlicher. Melodinus baueri ingår i släktet Melodinus och familjen oleanderväxter. Inga underarter finns listade i Catalogue of Life.